# Zuzana Kocúriková
Zuzana Kocúriková (* 19. prosince 1948 Bratislava) je slovenská herečka, manželka divadelního režiséra Petra Mikulíka.
V dětství se věnovala výtvarnému umění a chtěla se stát kostýmní návrhářkou. V roce 1971 absolvovala studium na VŠMU v Bratislavě. Od konce studií je členkou souboru činohry Slovenského národního divadla, kde momentálně hraje v divadelních představeních:
- Krajčírky
- Portugália
- Ideálny manžel
- Večer trojkráľový alebo čo len chcete
- Čertice a Na konci hry

Účinkuje v černé hudební komedii Osm žen v Divadle Nová scéna, kde ji režisér Roman Polák obsadil do hry Johna Chapmana Nemocnice na pokraji. Na prknech divadla Štúdium L+S účinkuje v představení Barmanky.
Na filmovém plátně se objevila ještě jako středoškolačka ve filmu Jozefa Zachara Smlouva s ďáblem. Hrála v mnoha televizních inscenacích a celovečerních filmech. Má dceru Katarínu, věnuje se malování.

## Filmografie
- 1967 Smlouva s ďáblem (Olga Dvorská)
- 1968 Dialog 20–40–60 (žena II.)
- 1968 Muž, který lže (Laura)
- 1969 Kolonie Lanfieri (Ester)
- 1971 Páni se baví (Siduľa)
- 1972 Javor a Juliana (Anička)
- 1972 Návraty (Máša)
- 1973 Den slunovratu (Gabika)
- 1973 Skrytý pramen (cikánka)
- 1974 Hvězda padá vzhůru (Linda Ferrerová)
- 1974 Za každého počasí (Vilma Rybanská)
- 1975 Nevěsta s nejkrásnějšíma očima (Edita)
- 1976 Červené víno (Jozefka)
- 1976 Paleta lásky (Goranová)
- 1978 Panna a netvor (Málinka)
- 1980 Ilúzia [bulharsky:Iljuzija], režie Ľudmil Stajkov, Bulharsko
- 1982 Sůl nad zlato (princezna Vanda)
- 1989 Divoká srdce (Josefina Dušková)
- 1990 Marta a já (Ilona)
- 1994 Pevnost (Lydie)
- 2005 Sametoví vrazi (Anna Včelová)
- 2008 Expozitura - TV seriál (matka Terezy Hodačové)